# منحني هلبرت

أول 8 خطوات في بناء منحنى هيلبرت

منحنى هيلبرت (يُعرف أيضًا بـمنحنى هيلبرت لملء الفضاء) وهو عبارة عن متتابعة متّصلة كسيرية لملء الفراغ. وصفت لأول مرة من قِبَل عالم الرياضيات ديفيد هيلبرت عام 1891م، كمتغير لمنحنى بيانو المكتشفة حينها من قِبَل جوزيبه بيانو في عام 1890م.

## صور

منحنى هيلبرت - الدرجة الأولى
منحنى هيلبرت - الدرجة الأولى والثانية
منحنى هيلبرت - من الدرجة الأولى إلى الثالثة
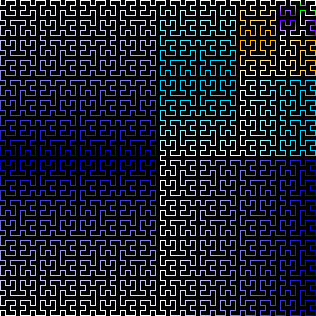
Hilbert curve, construction color coded

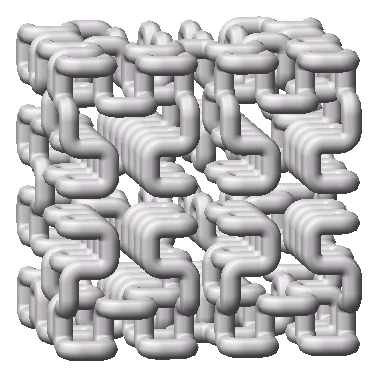
منحنى هيلبرت في الفراغ
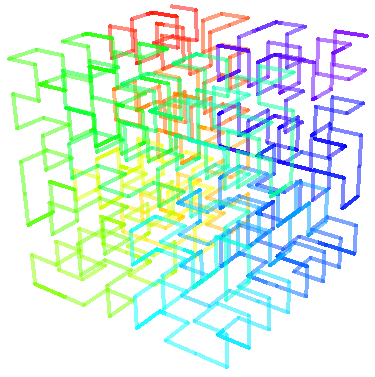
3-D Hilbert curve with color showing progression